# Hans H. Hinterhuber
Hans Hartmann Hinterhuber (* 20. August 1938 in Bruneck) ist ein österreichischer Wirtschaftswissenschaftler, Autor und Unternehmensberater. Er war von 1970 bis 2006 Professor für Industriebetriebslehre an der Universität Graz und für Unternehmensführung an der Universität Innsbruck sowie Gastprofessor an der Wirtschaftsuniversität Luigi Bocconi in Mailand.

## Leben
Hans H. Hinterhuber studierte bis 1960 Erdölwesen an der Montanuniversität Leoben (Diplom-Ingenieur). Danach studierte er Betriebswirtschaftslehre und Volkswirtschaftslehre an der Universität Venedig und wurde ebenda 1963 zum Dr. rer. oec. promoviert. Hinterhuber habilitierte 1967 an der Universität La Sapienza in Rom und 1969 an der Montanuniversität Leoben. Danach war er in der in italienischen Mineralölindustrie u. a. bei Agip und Aral tätig.
1970 wurde er ordentlicher Professor für Industriebetriebslehre an der Technischen Universität Graz. Von 1971 bis 1972 leitete er das Institute for the Management of Technology (IIMT) in Mailand. 1974 wurde er ordentlicher Professor und Leiter des Instituts für Unternehmensführung an der Universität Innsbruck. Außerdem ist er seit 1994 Gastprofessor an der Wirtschaftsuniversität Luigi Bocconi in Mailand. 2006 gründete er die internationale Unternehmensberatung Hinterhuber & Partners in Innsbruck und Peking (China). Zudem publiziert er zahlreich zu Themen der Unternehmensstrategie.
Er ist Mitglied der Academy of Management (USA) und der Accademia Italiana di Economia Aziendale (Italien).

## Auszeichnungen
- 2008: Österreichisches Ehrenkreuz für Wissenschaft und Kunst I. Klasse

## Schriften (Auswahl)
- Strategische Unternehmungsführung. 3. Auflage, de Gruyter, Berlin [u. a.] 1984, ISBN 3-11-009862-8.
- Mut zum Selbstsein. Strategie der Selbstentfaltung. Rombach, Freiburg im Breisgau 1984, ISBN 3-7930-9034-5.
- Wettbewerbsstrategie. 2. Auflage, de Gruyter, Berlin [u. a.], ISBN 3-11-009943-8.
- mit Herbert Aichner, Waltraud Lobenwein: Unternehmenswert und Lean-Management. Wie ein Unternehmen den Nutzen für die Stakeholders erhöht. Manz, Wien 1994, ISBN 3-214-08196-9.
- mit Eric Krauthammer: Wie werden ich und mein Unternehmen die Nummer 1? Hanser, München [u. a.] 1999, ISBN 3-446-21216-7.
- mit Eric Krauthammer: Das Leadership-Haus. Die nicht-delegierbaren Aufgaben der Führenden. TCW, München 1999, ISBN 3-931511-70-7.
- Leadership. Strategisches Denken systematisch schulen von Sokrates bis Jack Welch. Frankfurter Allgemeine Buch, Frankfurt am Main 2003, ISBN 3-89981-000-7.
- mit Gernot Handlbauer, Kurt Matzler: Kundenzufriedenheit durch Kernkompetenzen. Eigene Potenziale erkennen, entwickeln, umsetzen. 2. Auflage, Gabler, Wiesbaden 2003, ISBN 3-409-12437-3.
- mit Eric Krauthammer: Wettbewerbsvorteil Einzigartigkeit. Vom guten zum einzigartigen Unternehmen. 2. Auflage, Erich Schmidt, Berlin 2005, ISBN 3-503-08389-8.
- mit Eric Krauthammer: Leadership – mehr als Management. Was Führungskräfte nicht delegieren dürfen. 4. Auflage, Gabler, Wiesbaden 2005, ISBN 3-409-48953-3.
- mit Eric Krauthammer: Der Kunde als Botschafter. Wie führe ich mein Unternehmen erfolgreich in die Zukunft? 2. Auflage, Erich Schmidt, Berlin 2005, ISBN 3-503-08301-4.
- Die 5 Gebote für excellente Führung. Wie Ihr Unternehmen in guten und in schlechten Zeiten zu den Gewinnern zählt. Frankfurter Allgemeine Buch, Frankfurt am Main 2010, ISBN 978-3-89981-228-2.
- Neue Zitate für Manager. Frankfurter Allgemeine Buch, Frankfurt am Main 2015, ISBN 978-3-95601-114-6.